# Відблиск (фільм)
«Відблиск» (англ. Reflection) — український художній фільм режисера Валентина Васяновича, знятий у 2021 році.
Світова прем'єра фільму відбулася 6 вересня 2021 року в головній конкурсній програмі на здобуття «Золотого лева» (фр. Leone d'Oro) 78-го Венеційського кінофестивалю. Є першим суто українським фільмом, який потрапив в основну програму Венеційського кінофестивалю, до цього номінантами на «Золотого лева» ставали 3 радянські фільми, створені за української участі («Вірність» (1965), «Бережи мене, мій талісмане» (1986), «Розпад» (1990)), один фільм, знятий у ко-продукції України та Франції («Чутливий міліціонер» (1992)) та один чесько-словацько-український фільм («Розфарбований птах» (2019)).
В українському кінотеатральному прокаті фільм з 16 травня 2024 року.

## Синопсис
Український цивільний, а згодом — військовий хірург Сергій потрапляє в полон російської армії в ході російсько-української війни на сході України. Перебуваючи в полоні, Сергій стає свідком страшних сцен приниження, знущання та катування українців від рук російських окупантів. У ході обміну полоненими між Україною та Росією Сергій звільняється з полону, повертається в своє колишнє цивільне життя та пробує знайти сенс життя шляхом відбудування відносин з колишньою дружиною та їх дочкою. Він по-новому вчиться бути людиною, бути батьком, який уміє кохати та підтримувати своїх близьких.

## Творча команда
- Режисер: Валентин Васянович
- Сценарист: Валентин Васянович
- Оператор: Валентин Васянович
- Монтажер/редактор: Валентин Васянович
- Продюсери: Валентин Васянович, Ія Мислицька, Володимир Яценко, Анна Соболевська
- Художник: Владлен Одуденко
- Звукорежисер: Сергій Степанський
- Костюмер: Олена Германенко
- Гример: Ганна Лукашенко
- Камера: Юрій Дунай
- Кастинг директор: Тетяна Симон

## У ролях
Одну з головних ролей зіграла донька Валентина Васяновича Ніка Мислицька (роль Поліни). Як згодом говорив Васянович в інтерв'ю видання UA:Суспільне: «Я не знаю, чи зміг би отримати [такий] результат, якщо би це не була моя дочка. Якщо би це була просто дитина і поруч її батьки — вони би не дали мені зробити те, що я збирався».
| Актор             | Роль ориг.                                          | Зауваги |
| ----------------- | --------------------------------------------------- | --- |
| Роман Луцький     | Сергій, цивільний а згодом військовий хірург        | |
| Ніка Мислицька    | Поліна, дочка Сергія                                | |
| Надія Левченко    | Ольга, колишня дружина Сергія                       | |
| Андрій Римарук    | Андрій, чоловік колишньої дружини Сергія            | |
| Ігор Шульга       | начальник російської в'язниці в окупованому Донбасі | |
| Олександр Данилюк | хірург                                              | Данилюк — військовий хірург, який під час боїв російсько-української війни за Дебальцеве зробив там понад 70 польових операцій |
| Станіслав Асєєв   | офіцер російського ФСБ в окупованому Донбасі        | Асєєв — журналіст, що пробув в російському полоні 2 роки у 2017—2019 рр.; сцена з Асєєвим вилучена з фінальної версії          |

## Кошторис
У липні 2019 року фільм виграв спеціальний приз від ТРК «Україна» пітчингу Одеського міжнародного кінофестивалю в розмірі 60 тис. грн (2 тис. євро).
У серпні 2019 року проєкт фільму «Відблиск» став одним зі 101 проєктів-переможців на 11-му пітчингу Держкіно, державне фінансування склало 25 млн грн — приблизно 80 % від загального кошторису у 31,3 млн грн (980 тис. євро). Згодом Рада з державної підтримки кінематографії переглянула своє попереднє рішення й у жовтні 2019 року зменшила кількість проєктів-переможців зі 101 до 46 проєктів, однак серед них все ж залишився проєкт фільму «Відблиск».
У січні 2020 року проєкт фільму «Відблиск» виграв Prix Alphapanda Audience Engagement індустрійної секції французького фестивалю Les Arcs й отримав 160 тис. грн (5 тис. євро) на маркетингове просування стрічки.
Загалом створення фільму було фінансово підтримано різними державними та приватними інституціями на 25,2 млн грн (800 тис. євро) — приблизно 82 % від загального кошторису в 31,3 млн грн (1 млн євро): Держкіно — 25 млн грн (790 тис. євро), пітчнигова комісія ОМКФ — 60 тис. грн (2 тис. євро) та пітчнигова комісія кінофестивалю Les Arcs — 160 тис. грн (5 тис. євро).
На просування стрічки на Венеційському кінофестивалі Держкіно у серпні 2021 року виділило ГС «Асоціація кіноіндустрії України» 564 тис. грн.

## Виробництво
Виробництвом стрічки «Відблиск» займалися продюсери Валентин Васянович / Ія Мислицька (Arsenal Films) та Володимир Яценко / Анна Соболевська (Limelite/ForeFilms). Пре-виробництво стрічки розпочалося у травні 2020 року. Фільмуванню стрічки передувала довга та кропітка підготовка до виробництва. Васянович в інтерв'ю зазначав, що він сам особисто обирав локації для фільмування, які б підходили по «кольоровій тональності» стрічки. Фільмування стрічки розпочалося влітку 2020 року й закінчилося у січні 2021 року. Більшість локацій для фільмування команда стрічки знайшла в Києві. У липні 2021 року стало відомо, що вже закінчується процес пост-виробництва стрічки й відбувається монтаж фільму.
На відміну від попереднього фільму Валентина Васяновича «Атлантида», де грали справжні ветерани Російсько-української війни, у новій стрічці «Відблиск» більшість залучених акторів — професіональні. Для достотного відтворення Російсько-української війни під-час фільмування «Відблиску» Васянович залучав військових консультантів, які знаються на подіях Російсько-української війни, зокрема одним із консультантів фільму по темі перебування в полоні був Станіслав Асєєв, котрий у 2017—2019 роках провів два роки в російському полоні.

## Реліз

### Маркетингова кампанія
5 вересня 2021 року міжнародний дистриб'ютор стрічки New Europe Film Sales за посередництва видання ScreenDaily оприлюднив перший міжнародний трейлер фільму.

### Кінофестивальний реліз
У січні-лютому 2020 року проєкт стрічки «Відблиск» було представлено на копродукційному ринку в рамках «Берлінале».
На початку липня 2021 року стало відомо, що міжнародним дистриб'ютором стрічки стала компанія New Europe Film Sales. У липні 2021 року також стало відомо, що українським дистриб'ютором стрічки стала компанія Arthouse Traffic.
Наприкінці липня 2021 року від одного з продюсерів стрічки, Володимира Яценка, стало відомо, що йде серйозна боротьба між Каннським та Венеційським кінофестивалем за право мати світову прем'єру «Відблиску». Врешті право на міжнародну прем'єру стрічки виграв Венеційський кінофестиваль і відповідно світова кінофестивальна прем'єра стрічки відбулася 6 вересня 2021 року у головній конкурсній програмі на здобуття «Золотого лева» 78-го Венеційського кінофестивалю; примітно, що це вперше в історії українського кінематографу український фільм потрапив в основну конкурсну програму Венеційського кінофестивалю. Врешті стрічка не змогла виграти жодної нагороди на 78-му Венеційському кінофестивалі, однак напередодні оголошення результатів конкурсу окремі кінокритики, як наприклад Еліса Ґ'юдічі з видання TheFilmExperience та Ніл Йонґ зі ScreenDaily, наголошували, що фільм мав гарні шанси отримати насамперед приз за «найкращого режисера», але також і головний приз — «Золотого лева». Так Йонґ оцінював ймовірність «Відблиску» отримати «Золотого лева» як досить високу й ставив стрічку у топ 4 за ймовірністю отримати «Золотого лева» серед усіх 21 стрічок головного конкурсу. Ба більше, Ґ'юдічі також зазначала що "при іншому складі журі фільм би також мав гарні шанси отримати навіть головну нагороду — «Золотого лева». Ймовірно під «при іншому складі журі» Ґ'юдічі мала на увазі більш ґендерно збалансований склад, адже у 2021 році 4 члена з 7 членів журі були жінками й видання з усього світу наголошували на «гендерному» фокусі цього фестивалю. Так, інформагенсто AFP назвало 78-ий кінофестиваль «вплинутий рухом #MeToo», а видання The New York Times зазначило, що 78-ий кінофестиваль був насамперед про «жіночі історії», адже «фільми про або зняті режисерками вирізнялися на цьогорічному кінофестивалі».
Пізніше стрічку було представлено у позаконкурсних та конкурсних показах на кількох додаткових кінофестивалях — 12 вересня 2021 року на індустріальному показі Industry Selects 46-го Торонтського кінофестивалю, 1 жовтня 2021 року у конкурсній програмі Veto! Гамбурзького кінофестивалю, 7 жовтня 2021 року на позаконкурсному показі World Cinema 26-го Бусанського міжнародного кінофестивалю а 16 жовтня 2021 року на позаконкурсному показі The Essentials 50-го Монтреальського фестивалю нового кіно.

### Кінопрокатний реліз
В український кінотеатральний прокат фільм вийшов 16 травня 2024 року. Дистриб'ютор стрічки в Україні — компанія Kinomania.

## Відгуки кінокритиків
Фільм був оприлюднений у вересні 2021 року з загалом позитивними відгуками кінокритиків. На вебсайті агрегаторі оглядів Rotten Tomatoes фільм має 88 % рівень схвалення та середню оцінку 7/10 згідно з 8-ма оглядами кінокритиків. На вебсайті агрегаторі оглядів Metacritic фільм має середньо-зважену оцінку TBA/100 згідно з TBA оглядами кінокритиків. У вересні 2021 року наприкінці показу під час світової прем'єри фільму у Венеції стрічка отримала десятихвилинні овації.
Західні кінокритики після прем'єри стрічки у Венеції у вересні 2021 року у переважній більшості прихильно відгукнулися про стрічку.
Лезлі Фельперін з видання The Hollywood Reporter похвалила фільмову кінематографію та акторську гру, виокремлюючи акторство Романа Луцького та зазначаючи, що «глибока, сповнена відтінків історія […] втілена в життя з неймовірною стриманістю, дякуючи грі Луцького». Джессіка К'янґ з видання Variety похвалила фільмовий сюжет та кінематографію, назвавши стрічку «різкою, однак душевною відозвою до ПТСД-у-процесі», у якій «український режисер Валентин Васянович запитує, з брутальною суворістю, що трапляється з душею чоловіка — та цілої нації — на війні». К'янґ також відповіла на питання що робить «Відблиск» «таким переконливим свідченням жахів військово конфлікту, саме тут у початкові дні Російсько-української війни: це напруга між лякаючим та інколи брутально нутрощевими оповіданнями, якими переповнений буквально кожнісінький кіновідрізок стічки, та холоднокровно врахованою, споглядальною манерою вміщення фільму — підсвіченого ідеально зцентрованими променями малярського, Караваджієвського світла»; К'янґ підсумовує свій огляд зазначивши, що «Відблиск» — це «скісний, викличний та, якщо ви готові до цього виклику, один з найбільш інтелектуально-провокативних фільмів цьогорічного Венеційського кінофестивалю». Джонатан Ромні з видання ScreenDaily похвалив фільмову кінематографію, назвавши стрічку «беззаперечно брутальним фільмом від безкомпромісного та блискучого Валентина Васяновича». Анна Смітз з видання Deadline, похвалила Васяновичеву нову стрічку, назвавши її «фільмом, що змушує задуматися», у якій «сценарист-режисер-кінематографіст Васянович представляє події у помірному, як само-собою-належне, ключі, описуючи як холодне відсторонення [російських] агресорів, так і факт того, що ці [військові] терористи не потребують сенсаціювання». Марта Балаґа з видання cineuropa.org похвалила фільмову кінематографію та знімальний стиль, зазначивши, що у фільмі «Валентин Васянович не просто дивиться, він витріщився на [Російсько-українську] триваючу війну». Марк ван де Кларгост з Міжнародної спілки синефілів похвалив ретельність васяновичевої mise en scène, назвавши стрічку «похмурим та абсолютно брутальним поглядом на те, як насильство та упослідження можуть зламати людину та як важко потім їй виповзти назовні з цього провалля». Ніколас Белл з видання IONCINEMA похвалив стрічку, зазначивши, що «в цьому виснажливому, вродливо знятому фільмі Васянович зумів напнути нас на тривожні, однак необхідні роздуми, що продовжаться й після прикінцевих титрів фільму». Роберто Руґґіо з видання Awardswatch в одному з небагатьох негативних відгуків про фільм позитивно відгукнувся про кінематографічну частину стрічки, однак у підсумку заявив що «Відбиск» — це брутальний, технологічно визначний, але емоційно холодний погляд на війну та її наслідки".
Українські кінокритики після прем'єри стрічки у Венеції у вересні 2021 року у переважній більшості прихильно відгукнулися про стрічку. Алєкс Малишенко з видання Bird In Flight похвалив фільм, назвавши його «одним із головних українських фільмів наступного [2022] року», однак зазначив, що сприйняття фільму може різнитися, оскільки, на думку Малишенка, «дивлячись „Відблиск“, ви, скоріше за все, будете думати про жорстокість війни та особистий вибір, про смерть і життя після неї, про буддистську і християнську концепцію душі й навіть трохи про привидів» і «для когось це виявиться приємним досвідом заглиблення у себе, а хтось буде страждати від довгих сцен і складної кіномови».

## Нагороди, номінації та позаконкурсні покази
| Рік  | Кінофестиваль / Кінопремія                   | Категорія                                                          | Номінант(и)        | Результат | Дж.    |
| ---- | -------------------------------------------- | ------------------------------------------------------------------ | ------------------ | --------- | ------ |
| 2021 | 78-ий Венеційський міжнародний кінофестиваль | основна конкурсна програма на здобуття Leone d'Oro / Золотого лева | Валентин Васянович | Номінація | [ 2 ]  |
| 2021 | 46-ий Торонтський міжнародний кінофестиваль  | позаконкурсна програма Industry Selects                            | Н/Д                | Н/Д       | [ 67 ] |
| 2021 | 29-ий Гамбурзький кінофестиваль              | конкурсна програма Veto!                                           | Валентин Васянович | Номінація | [ 70 ] |
| 2021 | 26-ий Бусанський міжнародний кінофестиваль   | позаконкурсна програма World Cinema                                | Н/Д                | Н/Д       | [ 71 ] |
| 2021 | 50-ий Монтреальський фестиваль нового кіно   | позаконкурсна програма The Essentials                              | Н/Д                | Н/Д       | [ 73 ] |

У вересні 2021 року фільм потрапив до переліку 5-ти стрічок, серед яких Український оскарівський комітет обирав претендента від України на Оскар за найкращий міжнародний фільм 2021 року, однак врешті комітет фільмом висуванцем від України на Оскар натомість обрав стрічку режисерки Наталки Ворожбит Погані дороги.